# 이정철 (1967년)
이정철(李貞澈, 1967년 8월 13일 ~ )은 대한민국의 정치학자, 북한학자이다. 현재 서울대학교 정치외교학부 교수로 재직 중이다.

## 생애
대구 출생으로 서울대학교에서 법학을 전공하고 동 대학원에서 정치학 석·박사학위를 받았다. 삼성경제연구소 수석연구원, 이건희 장학재단 자문위원을 역임하고, 숭실대학교를 거쳐 현재는 서울대학교 교수로 강의를 하고 있다.

## 교수 생활
북한정치를 전공했으며, 중국정치와 정치수사학, 정치리더십에 대한 관심이 많다. 숭실대학교에서는 '북한의 정치와 경제', '정치수사와 리더십', '분단체제와 안보', '중국정치의 이해', '정치와 법' 등의 교과목을 담당하였으며, 현재 서울대학교에서는 '북한의 정치와 사회' 등을 담당하고 있다.

## 약력
- 2002년 6월 ~ 2006년 9월  -  삼성경제연구소 수석연구원
- 2004년 8월 ~ 2005년 8월  -  이건희 장학재단 자문위원
- 2006년 9월 ~ 2021년 2월 -  숭실대학교 정치외교학과 교수
- 2008년 3월 ~ 2008년 6월  -  통일부 회담본부 정책자문위원
- 2008년 3월 ~ 2009년 6월  -  민주평화통일자문회의 자문위원
- 2008년 8월  -  법학전문대학원 출제위원
- 2008년 8월 ~ 2010년 2월  -  국회 외교통상통일위원회 정책자문위원
- 2009년 7월 ~ 2010년 2월  -  국회 입법조사처 조사분석지원위원
- 2012년 3월 ~ 2021년 2월 -  숭실대학교 정치외교학과 학과장 / 사회과학대학 부학장
- 2021년 3월 ~ -  서울대학교 정치외교학부 교수

## 저서
- 《북한의 이해》, (파주 : 법문사, 2002), ISBN 978-89-1803-147-7
- 《북한경제개혁연구》, (서울 : 후마니타스, 2002), ISBN 978-89-9010-604-9
- 《미국의 신보수주의 외교전략과 한반도 평화문제》, (오산 : 한신사회과학연구소, 2004), ISBN 978-89-8007-117-3
- 《최근 북한의 가격 유통 체제 변화 및 향후 개혁 과제 - 중국과의 비교연구》, (서울 : 대외경제정책연구원, 2005)
- 《북한 연구의 성찰》, (서울 : 한울아카데미, 2005), ISBN 978-89-4603-484-6
- 《북한의 사회문화》, (서울 : 한울아카데미, 2006), ISBN 978-89-4603-520-1
- 《북미대립》, (서울 : 서울대학교 출판문화원, 2011), ISBN 978-89-5211-084-8

### 역서
- 《정치란 무엇인가》, 케네스 미그노, (서울 : 동문선, 1999), ISBN 978-89-8038-070-1